# آسیر مائستو
آسیر مائستو (اسپانیایی: Asier Maeztu‎؛ زادهٔ ۱۴ اکتبر ۱۹۷۷) ورزشکار دوچرخه‌سواری پیست اهل اسپانیا است.
وی در مسابقات کشوری و بین‌المللی در مجموع برندهٔ ۲ مدال برنز شده‌است.